# فيل جارلاند
فيل جارلاند (بالإنجليزية: Phil Garland) (1942 – 15 مارس 2017) كان مغنيًا وكاتب أغانٍ ومؤرخًا فولكلوريًا نيوزيلنديًا. يُعتبر من أبرز الشخصيات في مجال الموسيقى الشعبية النيوزيلندية، حيث كرّس حياته للحفاظ على الأغاني التقليدية وتوثيق التراث الموسيقي للبلاد.

## مسيرته
بدأ جارلاند مسيرته في ستينيات القرن العشرين، وأصدر أكثر من 18 ألبومًا ركزت معظمها على الأغاني الشعبية التي تعكس حياة الرواد والمزارعين والنزاعات التاريخية في نيوزيلندا. كما كتب العديد من الأغاني الأصلية المستوحاة من الفولكلور المحلي.

## الجوائز
حصل جارلاند على عدة جوائز تقديرية لمساهماته في الثقافة النيوزيلندية، من بينها:
- جائزة الموسيقى النيوزيلندية لأفضل ألبوم فولكلوري.

- وسام الاستحقاق النيوزيلندي لخدماته في مجال الموسيقى والتراث.

## وفاته
توفي فيل جارلاند في 15 مارس 2017، تاركًا وراءه إرثًا غنيًا في الموسيقى الشعبية النيوزيلندية.